# Peguera
La peguera es una construcción de ladrillo (refractario) circular o ligeramente ovalada cubierta con falsas cúpulas y recubierta por su parte externa de barro. En ella se quema resina (restos de miera) mezclada con barrujo y arena.

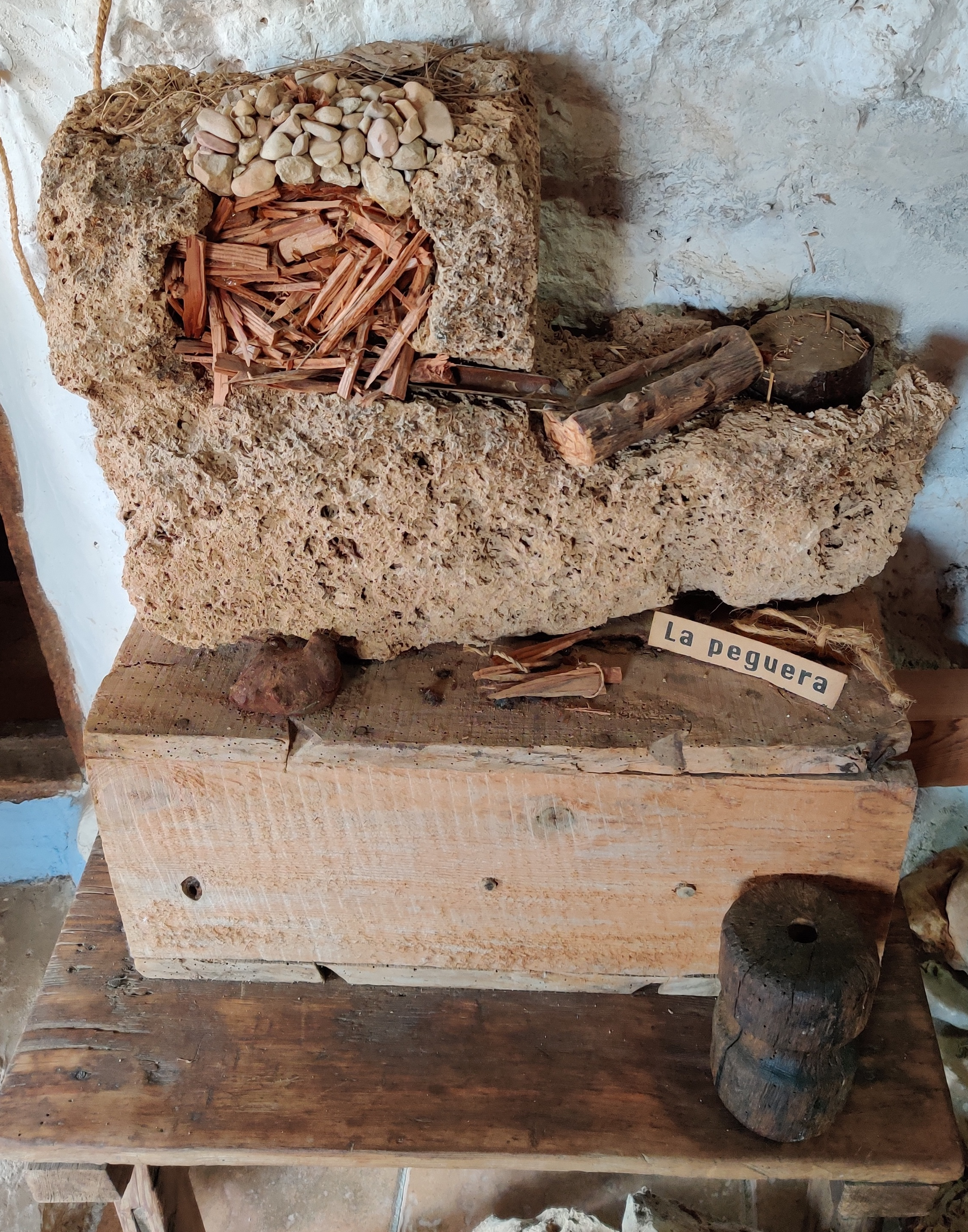
Maqueta de una peguera, en el Museo Etnológico Alma Serrana, en la aldea de Los Anchos, provincia de Jaén.

## Características
De esta resina los pegueros o empecinados obtenían la pez (sustancia resinosa sólida de un color pardo amarillento), que suele ser empleada para cubrir las cubas de vino y estas quedan impermeabilizadas, además se balaustraba las pateras, dándoles estanqueidad a la madera de los barcos y con ayuda del “caldero de la pez” y el hierro de marcar, se marcaba a las ovejas, antes y después de esquilarlas sin hacerles ningún daño y también servía para curar las royas del ganado. También se obtiene una pequeña proporción de resina limpia y alquitrán.

## Utilización
Su utilización se basa en cuatro fases: primero el de llenado, en el que se empieza a llenar la peguera con leña y sarros, luego viene la segunda fase cuando se instala una capa de madera y otra de sarros hasta llenar la peguera, la tercera fase de sellado en la que la puerta se sella con adobe cuando esta está llena, dejando un hueco en la parte superior para que entre el aire y arda. Por último se efectúa el llenado de la olla tras arder tres o cuatro días. En la olla u hoyo o pozuelo se van acumulando los productos de destilación, produciéndose la separación del agua de la brea vegetal.
De marzo a noviembre transcurría el trabajo entre los pinos, es la época de la resinación. La mejor época para transformar en pez los restos de resina es en invierno. Los restos que han quedado en el suelo arenoso, junto con hojas y ramas, serán recogidos por el peguero, a estos restos se le denomina “sarro”, y también en otras zonas de la península (con el pino albar) se buscaban y arrancaban del suelo los tocones para la elaboración de la pez.
Por lo general se precisan 100 kg de leña para conseguir 20 kg de alquitrán.